# Kuha-klass (minsvepare, 1974)
Kuha-klass är en fartygsklass bestående av minröjare som används av den finländska marinen. Fartygen färdigställdes åren 1974-1975 och grundförbättrades i slutet på 1990-talet.

## Fartyg av klassen
| Antal | Tagna i tjänst | Fartyg                                    | Nr                |
| ----- | -------------- | ----------------------------------------- | ----------------- |
| 6     | 1974-1975      | Kuha 1 Kuha 2 Kuha 3 Kuha 4 Kuha 5 Kuha 6 | 21 22 23 24 25 26 |